# دومينيك دونكان
دومينيك دونكان (بالإنجليزية: Dominique Duncan) هي عداءة سريعة أمريكية ونيجيرية، ولدت في 7 مايو 1990 في هيوستن في الولايات المتحدة.

## وصلات خارجية
- دومينيك دونكان على موقع الاتحاد الدولي لألعاب القوى (الإنجليزية)
- دومينيك دونكان على موقع TFRRS.org (الإنجليزية)
- دومينيك دونكان على موقع اتحاد ألعاب الكومنولث (مؤرشف) (الإنجليزية)